# Tod am Morgen
Tod am Morgen (deutscher Alternativtitel: Vier Uhr morgens, Originaltitel: Four in the Morning) ist ein britisches Filmdrama in Schwarzweiß aus dem Jahr 1965 von Anthony Simmons,
der auch das Drehbuch verfasst hatte. Die Hauptrollen sind mit Anne Lynn, Brian Phelan, Judi Dench und Norman Rodway besetzt. Zum ersten Mal ins Kino kam der Film im Mai 1965 in Großbritannien. In der Bundesrepublik Deutschland hatte er seine Premiere im Oktober 1965 beim Internationalen Filmfestival Mannheim-Heidelberg. Die TV-Premiere fand am 1. August 1967 im Programm der ARD statt.

## Handlung
London in den 1960er Jahren. Am Ufer der Themse findet die Polizeistreife eine Frauenleiche. – Vor der Tür eines Nachtlokals trifft ein junger Mann ein Mädchen, dessen Dienst gerade beendet ist. – In einem kleinen Haus in der Nähe des Flusses wartet eine junge Frau auf die Rückkehr ihres Mannes, der zu einer Party gegangen ist. – Dies sind die Ausgangspunkte dreier parallel erzählter Geschichten, die immer mal wieder ineinander überwechseln.
Judi, die junge Ehefrau, findet keinen Schlaf. Das Kind zahnt, die Unruhe des Kindes ist auf sie übergegangen. Das Gefühl der Hilflosigkeit hat ihr die Einsamkeit bewusst gemacht, ist umgeschlagen in Zorn, der sich über den endlich heimgekehrten Gatten ergießt. Es kommt zu einer jener hässlichen Auseinandersetzungen, bei der jeder Partner nur darauf bedacht ist, dem anderen mit scharfer Zunge Wunden zu schlagen. Judi benennt verzweifelt die Situation: „Weißt du, was das Furchtbarste von allem ist: Wir können nicht mehr miteinander sprechen, ohne zu streiten!“ Auch Joe, der Freund, der Norman nach Hause begleitet hat, kann mit seinen Clownerien nichts retten – die Verständigungsmöglichkeiten zwischen den Eheleuten sind erschöpft.
Erst am Anfang ihrer Beziehung stehen das Mädchen aus der Bar und der junge Mann. Sie trinken miteinander Kaffee in einer Kneipe, schlendern am Fluss entlang, fahren mit dem Bus, dann mit einem schnittigen Motorboot, dessen Schloss der Mann kurzerhand aufgebrochen hat. Allmählich lernen sie sich näher kennen, sprechen von ihren Enttäuschungen und ihren Hoffnungen. Ihre Zungen lockern sich; abwartend tanzen ihre Worte um das Geständnis ihrer Zuneigung herum. Auf dem Boot küssen sie sich, doch als seine Hand mehr von ihr haben will, wehrt sie ihn ab. Das Mädchen ist es schließlich, das sich überwindet. „Ich glaube, dass ich dich liebe“ sagt sie inmitten der Leute auf der Fähre, doch die Worte richten eine neue Schranke zwischen den beiden auf. Auf eine rasche Eroberung ist der Mann aus, nicht auf eine lange und endgültige Bindung. Er weiß, was das Mädchen von ihm erwartet, doch seine Art der Zärtlichkeit ist brutal: „Ich will dich – ich will mit dir schlafen!“ Am Ende der Begegnung steht ein jäher Abschied auf einer U-Bahn-Station, Blicke aus den Fenstern zweier Züge, die in verschiedene Richtungen fahren.
Am Ende seiner Reise angekommen ist das Mädchen, das die Polizisten auf dem Uferkies der Themse gefunden haben. Die Endstation ist der Obduktionstisch und das Leichenschauhaus. Mit dem Schritt in den Tod, mit der Aufgabe aller menschlichen Beziehungen hat es auch seine Identität aufgegeben – es ist zum Objekt behördlicher Routine geworden, eine Nummer in einer Reihe anderer Nummern.

## Auszeichnungen
1965 erhielt das Werk den Goldenen Leoparden bei den Filmfestspielen von Locarno.

## Kritiken
Der Evangelische Film-Beobachter zeigte sich nach der Fernsehpremiere voll des Lobes: „In seinem Debüt zeigt Anthony Simmons die Unzulänglichkeit zwischenmenschlicher Beziehungen auf: an zwei Paaren auf dem Weg, sich zu finden und sich zu verlieren, und an einem Mädchen, das sich bereits an den Tod verloren hat. Die kunstvoll verschlungenen Handlungen gewinnen ihre Aussagekraft durch die Frische und Unbefangenheit der Darstellung, durch den knappen, vorantreibenden Dialog und durch die ausgezeichnete Bildarbeit des Kameramannes Larry Pizer.“ Auch das Lexikon des internationalen Films hat eine gute Meinung von dem Werk: „Debütfilm, inszeniert als facettenreiches Beziehungsprotokoll, in dem melancholische, heitere und ironische Sequenzen miteinander konfrontiert werden. Die Einbindung der Handlung in soziale Milieus steht in der Tradition des britischen Free Cinema; intensive Figurenporträts und pointierte Montagen verweisen auf den Einfluß der ‚Nouvelle Vague‘“.